# Joachim Mrugowsky
SS-Oberführer Joachim Mrugowsky (Rathenow, 15 de agosto de 1905 - Landsberg am Lech, 2 de junio de 1948) fue un médico nazi, jefe del Instituto de Higiene de las SS.

## Educación
Joachim Mrugowsky estudió Medicina y Biología, en especial Botánica. En 1930, hizo el doctorado en ciencias naturales y, en 1931, aprobó el examen estatal para ejercer como médico.

## Carrera nazi
En 1930, Joachim Mrugowsky se inscribió en el Partido Nacionalsocialista Obrero Alemán, con el número de membresía n.º 210049. Entre ese año y 1931, fue un líder de grupo de la Nationalsozialistischer Deutscher Studentenbund en la Universidad de Halle-Wittenberg. En este puesto tuvo su primera acción contra el teólogo protestante Günther Dehn. Por la misma época, Mrugowsky ingresó en las SA.
En 1933, obtuvo el rango de Untersturmführer en el Sicherheitsdienst de las SS (SD). Ese mismo año, se convirtió en asistente del Instituto de Higiene de la Universidad de Halle, donde en febrero de 1934 dio una conferencia sobre «la herencia humana y la higiene racial». En 1935, pronunció una conferencia en la Universidad de Hanóver sobre el mismo tema.
El Reichsführer de las SS Heinrich Himmler le encargó en 1937 la dirección del Instituto de Higiene de las SS (más tarde, las Waffen-SS) con el grado de SS-Sturmbannführer. Al mismo tiempo, fue el médico de la 1.ª División SS Leibstandarte SS Adolf Hitler. A partir de 1943, Mrugowsky participó en varios experimentos humanos en prisioneros de diversos campos de concentración nazis.
Las responsabilidades de Mrugowsky incluyeron experimentos en el campo de concentración de Sachsenhausen, cuyos prisioneros fueron fusilados con municiones envenenadas con aconitina. Mrugowsky registró la muerte de tres de estos prisioneros:

Uno de los envenenados trató en vano de vomitar. Para lograrlo, puso cuatro dedos de la mano hasta las articulaciones al fondo de su boca. A pesar de ello, no logró vomitar... La inquietud motora aumentó más tarde de forma violenta... La muerte llegó a los 121, 123 y 129 minutos después de recibir la inyección.

## Posguerra
Mrugowsky fue procesado en el juicio de los doctores, con el cargo de haber realizado experimentos humanos, y fue condenado a muerte en la horca. La sentencia fue ejecutada en 1948 en la prisión n.º 1 de criminales de guerra de Landsberg.